# Ian W. Hutchinson
Ian W. Hutchinson (* 24. August 1927) ist ein australischer Badmintonspieler.

## Karriere
Ian Hutchinson wurde 1954 nationaler Meister in Australien. Ein weiterer Titelgewinn folgte 1963. An der Whyte Trophy nahm er 1955 teil.